# Bitch Magnet
Bitch Magnet là một ban nhạc post-hardcore người Mỹ thành lập năm 1986 tại đại học Oberlin ở Ohio và sau đó chuyển tới Bắc Carolina. Họ phát hành nhạc phẩm đầu tiên năm 1988. Cả hai album phòng thu của ban nhạc đều được phát hành qua Communion Records tại Mỹ; họ cũng ký hợp đồng với hai hãng đĩa châu Âu Shigaku/What Goes On và Glitterhouse. Bitch Magnet tan rã năm 1990. Trưởng nhóm Sooyoung Park sau đó thành lập Seam với Mac McCaughan (của Superchunk) và Lexi Mitchell. Hậu Seam, Park cũng chơi guitar trong Ee. David Grubbs, người đồng sáng lập Squirrel Bait, cũng là thành viên của ban nhạc trong thời gian ngắn khi đang dẫn đắt Bastro. Orestes Morfin chơi trống cho Walt Mink và God Rifle. Jon Fine lập ra Vineland và Coptic Light, và cũng là thành viên lưu diễn của Don Caballero.

## Thành viên

### Đội hình cuối cùng
- Sooyoung Park – hát, guitar bass (1986–1990, 2011–2012)
- Jon Fine – guitar (1986–1990, 2011–2012)
- Orestes Delatorre (aka Orestes Morfin) – trống (1987–1990, 2011–2012)

### Thành viên khác
- Jay Oelbaum – trống (1986–1987)
- David Grubbs – guitar (1989)
- David Galt – guitar (1989)
- Pete Pollack – trống (1990)

## Đĩa nhạc

### Album
- Umber (1989)
- Ben Hur (1990)

### EP
- Star Booty (1988)

### Album tổng hợp
- Endangered Species
- Bitch Magnet

### Video âm nhạc
- "Mesentery" (1990)